# Sortino
Sortino ist eine Stadt im Freien Gemeindekonsortium Syrakus in der Region Sizilien in Italien mit 8142 Einwohnern (Stand 31. Dezember 2023).

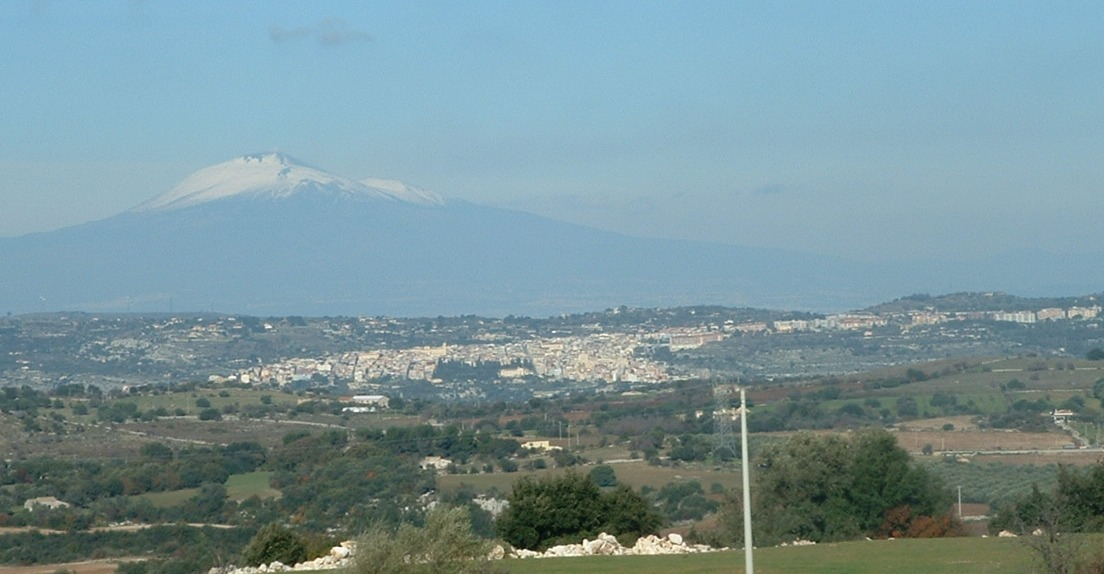
Panorama, im Hintergrund der Ätna

## Lage und Daten
Sortino liegt 32 km westlich von Syrakus. Die Einwohner arbeiten hauptsächlich in der Industrie und in der Landwirtschaft.
Die Nachbargemeinden sind Carlentini, Cassaro, Ferla, Melilli, Palazzolo Acreide, Priolo Gargallo und Solarino.
Der Haltepunkt Sortini-Fusco lag an der schmalspurigen Bahnstrecke Syrakus–Ragusa.

## Geschichte
Bei dem Erdbeben 1542 wurde der Ort stark beschädigt, bei dem Erdbeben 1693 total zerstört. Sortino wurde danach an der jetzigen Stelle wieder aufgebaut.

## Sehenswürdigkeiten

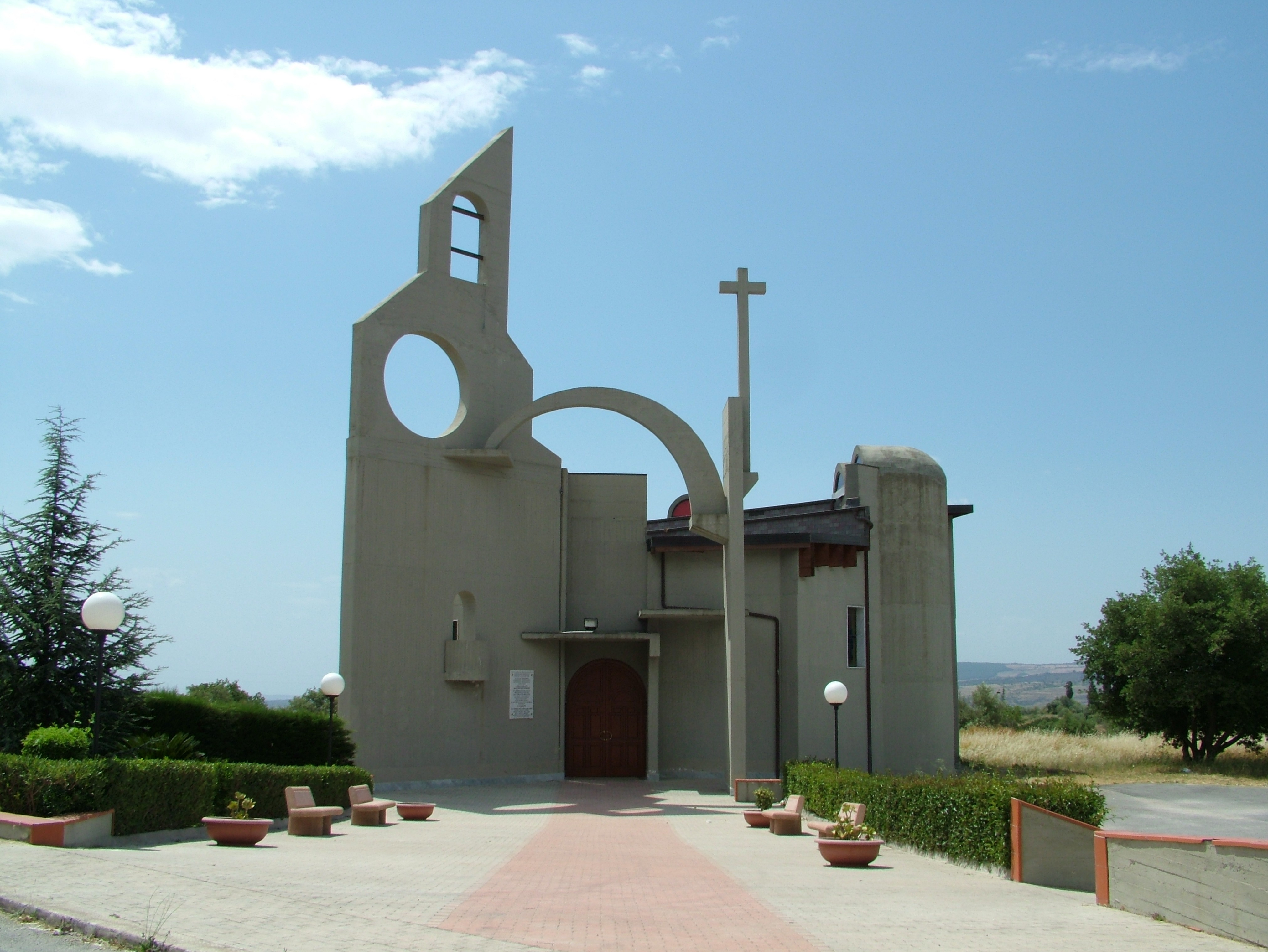
Chiesa di San Giuseppe

### In Sortino
- Collegio-Kirche, erbaut 1742 mit schönen Fresken
- Pfarrkirche aus dem Jahre 1734 mit Fresken und Gemälden
- Annunziata-Kirche sind Fresken zu sehen
- San-Sebastiano-Kirche mit Fresken von Giuseppe Crestadoro
- Kloster Montevergine, in der Kirche sind Gemälde zu besichtigen
- Kapuzinerkloster mit angrenzender Kirche

### Außerhalb Sortino
Auf dem Gebiet der Gemeinde befinden sich das Welterbe Nekropolis von Pantalica und die Ruinen alter Siedlungen. Die etwa 5000 Gräber der Nekropole liegen in den Monti Iblei, die ältesten sind aus dem 13. Jahrhundert v. Chr., die jüngsten aus dem 8. Jahrhundert v. Chr.
In Sortino diruta (zerstört) liegen der Abri von Sortino, die Grotte Cannata und die Grotta Tramontana.

## Partnerstadt
Es besteht mit Riedstadt in Hessen eine Partnerschaft.

## Belege
1. ↑  Bilancio demografico e popolazione residente per sesso al 31 dicembre 2023. ISTAT. (Bevölkerungsstatistiken des Istituto Nazionale di Statistica, Stand 31. Dezember 2023).